# Saint Georges (Donatello)
Pour les articles homonymes, voir Saint Georges (homonymie).
Saint Georges (San Giorgio) est une statue en marbre sculptée par Donatello vers 1415-1417.
Elle fait partie du cycle des quatorze statues des protecteurs des arts de Florence dans les niches externes de l'église d'Orsanmichele. Elle a été commandée par la corporation de l'arte dei Corazzai e Spadai.
Depuis 1891, elle est conservée au musée national du Bargello de Florence. La statue dans la niche est une copie en marbre.

## Historique
Saint Georges est un saint guerrier, c'est pour cela qu'il a été choisi comme patron de l'arte dei Corazzai e Spadai, c'est-à-dire la corporation des fabricants d'armes. La statue a été sculptée entre 1415 et 1416. Le caisson Saint Georges libère la Princesse est placé à son pied après 1417 et devient lui aussi célèbre.

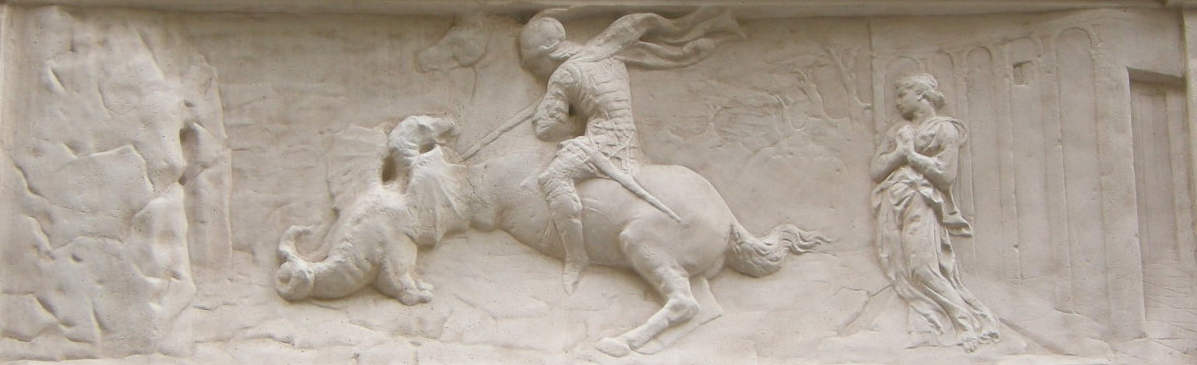
Saint Georges libère la Princesse.

La critique, par la suite, la considérera comme la meilleure œuvre du cycle des arti d'Orsanmichele, un des chefs-d'œuvre de Donatello et de la statutaire italienne du XVe siècle en général. Toute cette admiration fait que la statue a toujours été bien entretenue, même si elle dépasse de sa niche peu profonde et si elle est exposée au nord. Au XIXe siècle, elle est déplacée dans le tabernacle plus abrité de la Madonna della Rosa (it), laissé vide en 1628 quand cette œuvre a été déplacée dans l'église.
En 1858, le nez de la statue est cassé à cause d'un jet de pierre, à la suite de quoi on décide de la déplacer en musée. Elle arrive en 1891 au nouveau musée national du Bargello, où elle se trouve encore aujourd'hui. En 1892, une copie en bronze, visible jusqu'en 2008, est placée dans le tabernacle, non sans polémique.
En 1944, pendant la guerre, la statue est volée dans la villa Médicis de Poggio a Caiano. En mai 1945, elle est retrouvée par l'historien Frederick Hartt (en) à Neumelans (de) et rapportée en Italie le 20 juillet de la même année.
En 1976, le caisson de base rejoint la statue.
Depuis le 23 avril 2008, une copie de marbre est exposée dans la niche, lui redonnant son aspect initial.

## Description et style
Le tabernacle, comme le tabernacle voisin de Saint Matthieu (it), est moins profond que les autres, car sur ce pilier, au nord-ouest, se trouve l'escalier en colimaçon qui permet de rejoindre les étages supérieurs.
Saint Georges est représenté comme un chevalier en armure avec un bouclier décoré de la croix, à la demande expresse des armuriers qui voulaient mettre en avant leur art. Le personnage, légèrement tourné de côté, s'appuie sur ses jambes écartées. Il est composé de trois ovales superposés : le visage avec les sourcils froncés, le buste et le bouclier. Les jambes légèrement écartées associées au torse bien droit sont un moyen de faire ressortir l'idée de fermeté morale.
Le saint regarde vers le nord-ouest avec un mouvement brusque de la tête, dans la direction où se trouvent les ennemis traditionnels de Florence (Lucques, Milan...). Ce geste, qui donne de la vie à la statue, est mis en évidence par le contraste avec la construction compacte et statique du corps, et il est soutenu par les tendons du cou, les sourcils froncés et le clair-obscur des pupilles. L'énergie et la vitalité sont retenues mais parfaitement visibles.
Au milieu du XVe siècle, la statue était déjà vue comme un modèle de perfection. La fierté de son esprit et le contraste qui semble naître entre la volonté d'action qui transparaît dans le regard et la fermeté solide de l'appui en étaient loués. Giorgio Vasari, dans la première édition des Vies en souligne la beauté de la tête de jeune homme, l'esprit de la valeur militaire, la « vivacité fièrement terrible et un merveilleux geste de se déplacer dans cette pierre », comme « il ne s'en est pas encore vu dans les figures modernes ».

### Crédits de traduction
- (it) Cet article est partiellement ou en totalité issu de l’article de Wikipédia en italien intitulé « San Giorgio (Donatello) » (voir la liste des auteurs).